# Mar Abraham
Treść tego artykułu może nie być zgodna z zasadami neutralnego punktu widzenia.
 Po wyeliminowaniu niedoskonałości należy usunąć szablon [[Szablon:Dopracować|]] z tego artykułu.
Mar Abraham zwany także Orahamem I z Kaszkar był jednym z legendarnych zwierzchników Kościoła Wschodu. Według tradycji pochodził z rodziny Jakuba, brata Pańskiego. Miał sprawować urząd biskupi między 159 a 171 rokiem.
Mimo iż część uczonych, na przykład J. M. Fiey, jeden z najwybitniejszych znawców dziejów Kościoła Wschodu, podaje w wątpliwość jego istnienie to nadal jest on umieszczany na liście patriarchów. Fiey twierdzi że postać Mar Abrahama, biskupa Seleucji- Ktezyfonu, została wymyślona w VI wieku w celu zapełnienia luki między legendarnym Marim, uznawanym za ojca kościoła perskiego a Mar Papą bar Gaggią, pierwszym historycznie potwierdzonym biskupem Seleucji- Ktezyfonu.

## Życie
Fragment Kroniki Bar Hebraeusa:

Po Abryzjuszu, Mar Abraham. Również i on pochodził z rodziny Jakuba, brata Pańskiego. Został konsekrowany w Antiochii i posłany na wschód, gdzie chrześcijanie byli wówczas prześladowani przez Persów. Zdarzyło się jednak że syn króla perskiego zaczął cierpieć na ataki epilepsji. Owemu królowi doniesiono, że Mar Abraham, zwierzchnik chrześcijan, jest w stanie uleczyć jego syna. Przeto król wezwał przed swe oblicze Mar Abrahama a gdy ten przybył, spostrzegł król że na jego twarzy maluje się smutek i przygnębienie. Spytał go zatem o przyczynę. Wtedy Mar Abraham odpowiedział mu że cierpi z powodu prześladowań jakich on i jego wierni doznają od Persów. Król przyobiecał mu zatem iż jeśli uzdrowi jego syna natychmiast wyda zakaz nękania chrześcijan. Święty mąż zatem zaczął się modlić i położył swe ręce na królewskim synu a ten natychmiast został uzdrowiony. Mar Abraham przewodził swej wspólnocie przez dwanaście lat po czym zmarł w pokoju.